# Czaplinek
Czaplinek [t͡ʂaˈplʲinɛk] (tyska: Tempelburg) är en stad i nordvästra Polen, belägen i distriktet Powiat drawski i Västpommerns vojvodskap, omkring 140 km öster om Szczecin. Befolkningen uppgår till 7 184 invånare (juni 2013). Staden är huvudort för en stads- och landskommun med samma namn.

## Sevärdheter
- Stadens historiska stadskärna.
- Heliga trefaldighetskyrkan från 1200-talet, ombyggd 1725, med en klockstapel från 1700-talet.
- Heliga korsets upphöjelse-kyrkan, uppförd 1829 som protestantisk kyrka, idag katolsk kyrka.
- Rådhuset från 1845.
- Judiska kyrkogården.

## Näringsliv
Kabelteknikföretaget KTP är en av regionens största arbetsgivare, och hade 2012 omkring 1 700 anställda. I staden tillverkas framförallt kablar för fordonsindustrin, maskin- och byggsektorn samt kopplingsskåp. Företaget såldes 2015 av Groclin group till finska PKC group.

## Vänorter
Staden har följande tyska vänorter:
- Bad Schwartau, Schleswig-Holstein
- Grimmen, Mecklenburg-Vorpommern
- Lychen, Brandenburg
- Marlow, Mecklenburg-Vorpommern
- Ratekau, Schleswig-Holstein